# Dieter Schlindwein
Dieter Schlindwein (* 7. Februar 1961 in Karlsdorf) ist ein ehemaliger deutscher Fußballspieler, der zwischen 1978 und 1996 für den SV Waldhof Mannheim, Werder Bremen, Eintracht Frankfurt und den FC St. Pauli in der 1. und 2. Bundesliga aktiv war.

## Sportliche Laufbahn

### Vereinskarriere
Als Jugendlicher spielte er beim badischen FC Germania Karlsdorf und wurde bereits als 17-Jähriger vom Zweitligisten SV Waldhof Mannheim verpflichtet. Im deutschen Profifußball debütierte er am 21. Spieltag der Saison 1978/79 einen knappen Monat vor seinem 18. Geburtstag. Bei der 1:3-Auswärtsniederlage gegen den TSV 1860 München am 20. Januar 1979 agierte die Defensivkraft über 82 Minuten im Waldhof-Trikot.
Nach fünf Jahren stieg er mit dem Verein am Ende der Spielzeit 1982/83 als Meister der 2. Bundesliga in die Elitespielklasse der Bundesrepublik auf. Dort stand er am 13. August 1983, dem Saisonauftakt, beim 2:0-Sieg im Heimspiel gegen Werder Bremen von Beginn an erstmals auf dem Feld. Seinen Premierentreffer im Oberhaus erzielte er am 19. Mai 1984, dem 33. Spieltag jener Erstligasaison, beim 2:1-Sieg im Auswärtsspiel gegen Fortuna Düsseldorf mit dem Tor zum zwischenzeitlichen 1:1 in der 58. Minute.
Nach drei Spielzeiten mit Mannheim in der Erstklassigkeit wechselte er zum Ligakonkurrenten Werder Bremen, für den er allerdings nur drei Spiele bestritt. Infolgedessen wechselte er zur Saison 1987/88 innerhalb der Spielklasse zu Eintracht Frankfurt, die er nach zwei Spielzeiten verließ und Mitte August 1989 zum FC St. Pauli wechselte. Er blieb bis zum Karriereende 1996 bei den Hamburgern. Sein letztes Bundesligaspiel bestritt er am 16. März 1996 (23. Spieltag) bei der 0:2-Niederlage im Heimspiel gegen Borussia Mönchengladbach – es endete bereits in der 25. Minute mit dem Platzverweis durch die Rote Karte. Schlindwein, gelernter Industriekaufmann und wegen seines robusten fußballerischen Engagements Eisen-Dieter genannt, bestritt in seiner Profikarriere 186 Erstliga- und 214 Zweitligaspiele.

### Auswahleinsätze
Für den DFB bestritt er zwei Länderspiele: Bei der 2:3-Niederlage der Amateur-Nationalmannschaft am 18. April 1979 in Pristina gegen die Auswahl Jugoslawiens und am 17. Juli 1984 in Koblenz beim 6:2-Sieg im Olympiavorbereitungsspiel gegen die Auswahl Chinas, als er für Manfred Bockenfeld zum Einsatz kam. Er gehörte dem Olympiakader für das olympische Fußballturnier 1984 in Los Angeles an, kam im Turnier unter Trainer Erich Ribbeck allerdings ebenso wie Walter Junghans nicht zum Einsatz.

### Erfolge
- DFB-Pokal-Sieger 1988 (mit Eintracht Frankfurt)

## Trainerlaufbahn
Dieter Schlindwein ist Inhaber der A-Trainerlizenz. Als Trainer arbeitete er für den DFB und von Juni 2004 – wegen Erfolglosigkeit entlassen – bis April 2005 als A-Juniorentrainer des FC St. Pauli.
Er ist Talentförderungstrainer des GOFUS e. V. GOFUS ist ein gemeinnütziger Verein von ehemaligen und aktiven Fußballprofis, die Golfturniere zu karitativen Zwecken veranstalten. Er arbeitet auch als Jugendtrainer in den Fußballschulen von Manfred Kaltz und Michael Rummenigge.

## Trivia
Einen Skandal verursachte Dieter Schlindwein Anfang 1994, als er in einem Trainingslager des FC St. Pauli den Brasilianer Leonardo Manzi als „schwarze Sau“ beschimpfte. Für diese Beschimpfung entschuldigte sich Schlindwein später.